# Prismatomeris beccariana
Prismatomeris beccariana är en måreväxtart som först beskrevs av Henri Ernest Baillon och Karl Moritz Schumann, och fick sitt nu gällande namn av Jan Thomas Johansson. Prismatomeris beccariana ingår i släktet Prismatomeris och familjen måreväxter. Inga underarter finns listade i Catalogue of Life.